# Miroljub Labus
Miroljub Labus (Mala Krsna, 28. veljače 1947.) je bivši srbijanski političar, osnivatelj i prvi predsjednik političke stranke G 17+.

## Životopis
Po zanimanju je doktor gospodarstva. Bio je potpredsjednik Demokratske stranke u razdoblju 1994. – 1997. Poslije promjene vlasti, listopada 2000. godine, postaje jedan od glavnih gospodarskih eksperata nove vlasti. Rujna 2002. godine bio je kandidat za predsjednika Srbije ispred tada vladajućeg DOS-a. U drugom krugu ubedljivo je izgubio od Vojislava Koštunice. Prosinca iste godine osnovao je G17+, koja je na izvanrednim parlamentarnim izborima, prosinca sljedeće 2003. godine, ušla u parlament i s Koštuničinim DSS-om i koalicijom Srpski pokret obnove-Nova Srbija formirala novu Vladu (ožujak 2004. godine). Povukao se iz političkog života svibnja 2006. godine, nakon što su prekinuti pregovore Srbije s Europskom unijom. Tada je podnio ostavku na dužnost predsjednika G17+ i na dužnost potpredsjednika Vlade Srbije.

## Državne funkcije
- Potpredsjednik Vlade Savezne Republike Jugoslavije (studeni 2000. - veljača 2003.)
- Potpredsjednik Vlade Srbije (ožujak 2004. - svibanj 2006.)